# Cinderella III: A Twist in Time
Cinderella III: A Twist in Time (Cinderela III- Uma Volta no Tempo / Cinderela III: Reviravolta no Tempo) é um filme de animação estadunidense de 2007, sendo a continuação de Cinderela (1950) e Cinderela II (2002). O filme foi dirigido por Frank Nissen e escrito por Steve Bencich, Ron Friedman, Eddie Guzelian, Robert Reece, Colleen Ventimillia e Daniel Berendsen. O filme foi produzido pela DisneyToon Studios e distribuído pela Walt Disney Home Entertainment.
O filme foi lançado em 6 de fevereiro de 2007. O filme recebeu críticas positivas (similar ao primeiro filme; contrariando com o segundo filme) e lucrou 200 milhões de dólares.

## Enredo
No castelo da Cinderela, a Princesa Cinderela está falando com o Príncipe sobre o aniversario do primeiro ano de casamento da Cinderela e o Príncipe. No bosque, a Fada Madrinha, Jaq e Tatá organizam a festa de aniversário do qual a Cinderela e o Príncipe estavam a falar no castelo. Anastácia, uma das meias-irmãs da Cinderela, rouba a varinha mágica e mostra-a a sua mãe, Lady Tremaine. Lady Tremaine usa a varinha para inverter o tempo até ao momento em que o Grão-Duque ainda estava procurando a donzela do sapatinho de cristal e Cinderela está presa no sótão com Jaq e Tatá que lhe trazem a chave.
Lady Tremaine faz o sapatinho servir a Anastácia, transformando a feiosa na futura Princesa. Cinderela desce a escadaria, mas a madrasta quebra o outro sapato e diz para Cinderela esquecer o Príncipe. A família vai morar no castelo e deixam a Cinderela na mansão. Cinderela é convencida que o Príncipe reconhecerá quem ela é. Cinderela abre as portas, desce as escadas e abandona a mansão acompanhada pelos ratinhos e Jaq e Tatá. No castelo real o Príncipe diz que Anastácia não é a donzela do baile, mas Tremaine faz-o esquecer Cinderela com a varinha mágica. No salão de banquetes, as duas meias-irmãs comem diversos bolos e guloseimas enquanto a madrasta estiver dizendo ao Grão-Duque que o bolo de casamento é muito pequeno.
Cinderela entra no castelo fazendo-se passar por "Caçadora de Ratos Real" e decide recuperar a varinha ao descobrir que a madrasta roubou a fada madrinha. Cinderela fracassa na tentativa e por ordem da madrasta, é enviada para o exílio. Jaq e Tatá contam ao Príncipe que Cinderela é a moça do baile e mostram-lhe o sapatinho de cristal. O Príncipe monta o seu cavalo para salvar Cinderela de ser exilada, mas o seu pai, o Rei, manda baixarem a porta levadiça para o impedir de sair do castelo. Felizmente o Príncipe consegue fugir e cavalga para longe do castelo em direção ao cais.
No cais, Cinderela embarca num navio, mas é salva pelo Príncipe. O Príncipe traz Cinderela até ao seu castelo, onde o Rei decide casá-los nessa noite. Mais tarde, quando Cinderela estiver vestindo-se, a Madrasta aparece revelando que transformou Anastácia num clone da Cinderela. A madrasta envia Cinderela, Jaq e Tatá para uma abóbora-carruagem deformada controlada por Lúcifer. Cinderela, Jaq e Tatá escapam de Lúcifer e da carruagem, retornando ao castelo. No casamento, Anastácia, influenciada pelos sentimentos dos personagens bons, diz que ela não quer.
A madrasta, furiosa, tenta transformá-la num sapo horroroso. Cinderela mete-se a frente e o Príncipe usa a sua espada para inverter a magia para a madrasta e a Drizela. A fada madrinha aparece e cria um casamento deslumbrante para o Príncipe e a Cinderela. A fada pergunta aos dois se querem voltar a sua antiga vida, mas ela acaba desistindo. A Cinderela e o Príncipe agora vivem felizes para sempre… outra vez.

## Elenco
| Personagens              | Vozes Originais                                       | Dubladores (Brasil)                                | Dobradores (Portugal) |
| ------------------------ | ----------------------------------------------------- | -------------------------------------------------- | --------------------- |
| Cinderela (diálogos)     | Jennifer Hale                                         | Fernanda Baronne                                   |                       |
| Cinderela (canções)      | Tami Tappan                                           | Itauana Ciribelli                                  |                       |
| Madrasta Malvada         | Susanne Blakeslee                                     | Nádia Carvalho                                     |                       |
| Fada Madrinha (diálogos) | Russi Taylor                                          | Ruth Gonçalves (diálogo)/Geisa Vidal (canções)     |                       |
| Prudence                 | Russi Taylor                                          | Geisa Vidal                                        |                       |
| Anastácia                | Tress MacNeille (diálogos)/Lesli Margherita (canções) | Márcia Morelli (diálogos)/Ivana Domenico (canções) |                       |
| Cinderela falsa          | Tress MacNeille                                       | Márcia Morelli                                     |                       |
| Drizela                  | Russi Taylor                                          | Christiane Monteiro                                |                       |
| Jaq                      | Rob Paulsen                                           | Paulo Vignolo (diálogos)/Cláudio Galvan (canções)  |                       |
| Tatá                     | Corey Burton                                          | Manolo Rey (diálogos)/Simô (canções)               |                       |
| Príncipe Encantado       | Christopher Daniel Barnes                             | Felipe Grinnan                                     |                       |
| Rei                      | Andre Stojka                                          | José Santa Cruz                                    |                       |
| Lúcifer                  | Frank Welker                                          | Maurício Berger                                    |                       |

## Produção
Cinderela III foi o segundo (após Cinderela II) e último filme da Cinderela a ser lançado direto-em-vídeo.

## Lançamento
O filme foi lançado em 6 de fevereiro de 2007.

## Recepção

### Crítica
No Rotten Tomatoes, o filme teve uma avaliação de 75% com base em 8 avaliações. (Foi recebido mais positivamente que Cinderela II, que teve uma avaliação de 11% no site.)

### Bilheteria
O filme alcançou bilheteria doméstica de 200 milhões de dólares (60% maior que dos de Cinderela II).